# Władysław Jabłonowski (pisarz)

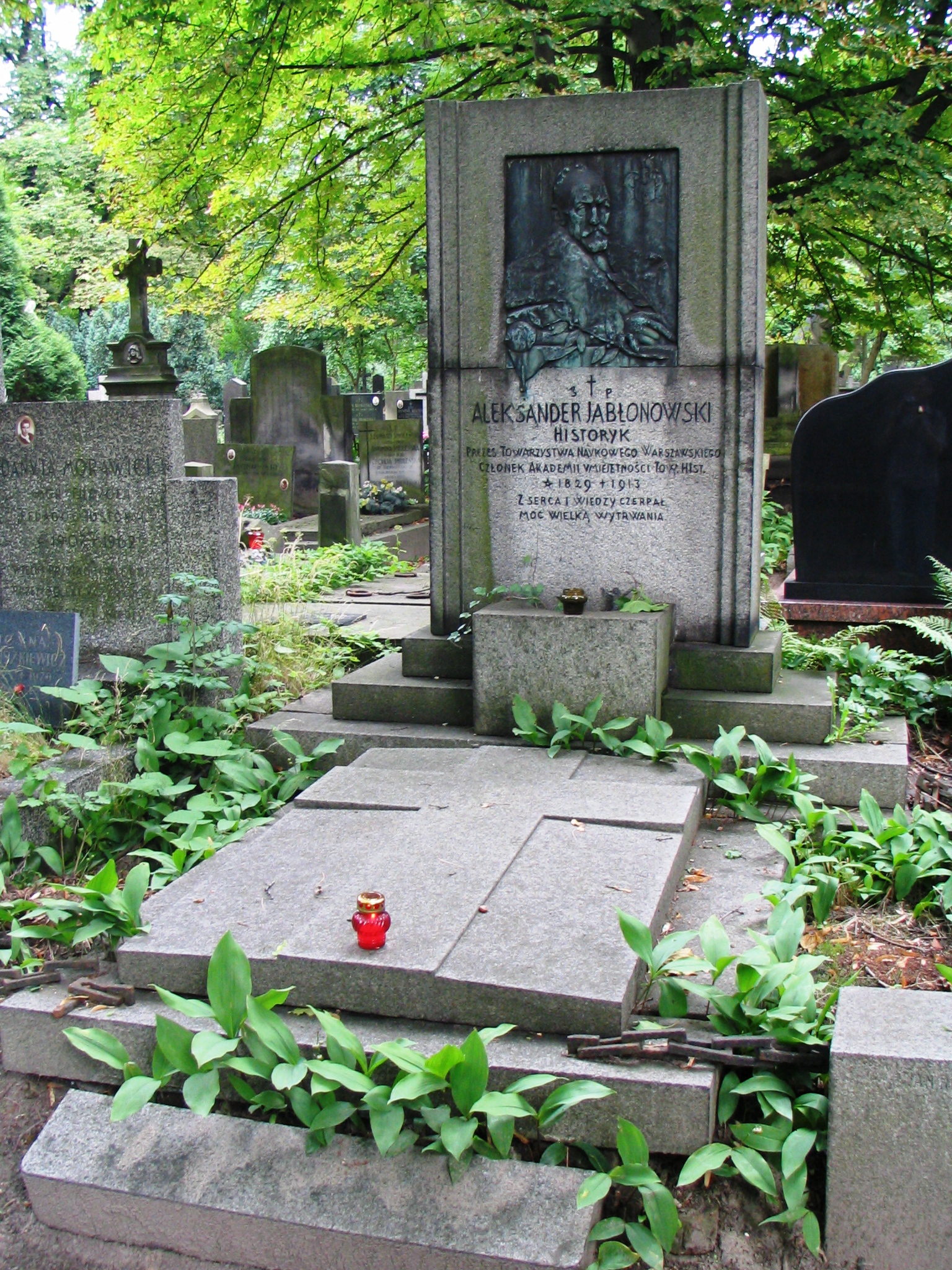
Grób Władysława Jabłonowskiego na Powązkach; Warszawa, 24 lipca 2008

Władysław Jabłonowski herbu Prus I, pseud. Gryf, J. A. Błoński, St. Ostroga, Władysław Jab (ur. 22 września 1865 w Żabokrzyczu na Podolu, zm. 21 czerwca 1956 w Sopocie) – polski krytyk literacki, nowelista, działacz polityczny, poseł na Sejm Ustawodawczy, senator I, II i III kadencji wybrany z listy Związku Ludowo-Narodowego w województwie łódzkim.
Filister honoris causa Korporacji Akademickiej Baltia.

## Życiorys
Był synem Juliana (doktora medycyny, chirurga) i Marii z książąt Woronieckich, bratankiem Władysława i Aleksandra. Uczęszczał do gimnazjum w Białej Cerkwi, po jego ukończeniu (1884) służył krótko w wojsku rosyjskim. W latach 1885–1886 studiował nauki przyrodnicze na Politechnice Lwowskiej, w 1887 odbył podróż do Grecji i Turcji. Kontynuował studia na uniwersytecie w Genewie (w latach 1888–1891 filozofia i filologia, w 1891 licencjat z nauk społecznych), na uniwersytecie w Paryżu i Collège de France (1891–1892, psychologia, filozofia, filologia), na uniwersytecie w Lipsku (1892–1893). Lata 1894–1895 spędził na zesłaniu w okolicach Orenburga, dokąd trafił za utrzymywanie kontaktów z rewolucjonistami rosyjskimi.
Był aktywnym działaczem politycznym i społecznym. W latach 1888–1890 przewodniczył Towarzystwu "Polonia" w Genewie, w okresie studiów w Szwajcarii nawiązał kontakt m.in. z Teodorem Tomaszem Jeżem i Georgijem Plechanowem. Od 1888 należał do Związku Młodzieży Polskiej "Zet". Organizował manifestacje z okazji 100-lecia powstania kościuszkowskiego oraz brał udział w krakowskim pochówku Mickiewicza, co również przyczyniło się do skazania go na zesłanie. Później trafił jeszcze do więzienia w X pawilonie Cytadeli Warszawskiej w 1904. W 1893 Jabłonowski był jednym z założycieli Ligi Narodowej, w styczniu 1905 – Stronnictwa Narodowej Demokracji w Galicji, gdzie blisko współpracował z Romanem Dmowskim. Kontakty utrzymywał także m.in. z Sienkiewiczem, Żeromskim, Reymontem, Beblem, Liebknechtem. W latach 1909–1912 pełnił mandat poselski w III Dumie Państwowej. W 1908 został przyjęty w poczet członków Towarzystwa Naukowego Warszawskiego (początkowo członek rzeczywisty, od 1938 członek zwyczajny). W 1897 ożenił się z Heleną Ośniałowską.
W odpowiedzi na deklarację wodza naczelnego wojsk rosyjskich wielkiego księcia Mikołaja Mikołajewicza Romanowa z 14 sierpnia 1914 roku, podpisał telegram dziękczynny, głoszący m.in., że krew synów Polski, przelana łącznie z krwią synów Rosyi w walce ze wspólnym wrogiem, stanie się największą rękojmią nowego życia w pokoju i przyjaźni dwóch narodów słowiańskich.
Wybrany członkiem Rady Stanu w 1918 roku.
W latach 1919–1922 zasiadał w Sejmie Ustawodawczym, a w okresie 1922–1935 w Senacie II RP I, II i III kadencji (początkowo z ramienia Związku Ludowo-Narodowego). Był korespondentem Gazety Warszawskiej w Rzymie. W swojej książce na temat przemian we Włoszech pod rządami Mussoliniego pt. Amica Italia z uznaniem opisywał włoski faszyzm, jego zachwyt budził antydemokratyczny charakter faszyzmu. Bardzo pozytywnie oceniał faszystowski korporacjonizm. Był natomiast zdeklarowanym przeciwnikiem Piłsudskiego, szczególnie wyprawy kijowskiej i przewrotu majowego. Wielokrotnie odbywał podróże do Włoch, prowadząc m.in. rozmowy z przedstawicielami Watykanu (w tym z kardynałem Pietro Gasparrim, sekretarzem stanu) na temat sytuacji Kościoła polskiego; w 1926 z powodzeniem realizował misję dyplomatyczną, torującą drogę Augustowi Hlondowi do godności prymasa Polski, zarazem utrącając kandydaturę sprzyjającego Niemcom jezuity Stanisława Sopucha. Brał udział w uroczystościach jubileuszowych 700-lecia uniwersytetów w Neapolu (1924) i Perugii (1927), jako przedstawiciel Senatu RP i Towarzystwa Naukowego Warszawskiego. W czasie II wojny światowej mieszkał w Warszawie, a po powstaniu warszawskim w Olesinie koło Nadarzyna; ostatnie lata życia spędził w Sopocie.
W pracy literackiej zajmował się krytyką oraz historią literatury rosyjskiej. Prowadził badania nad psychologicznymi aspektami poezji Słowackiego. Krytycznie oceniał twórczość Mariana Gawalewicza i Marii Rodziewiczówny. Zajmował się twórczością m.in. de Maupassanta, Anatole France’a, d’Annunzia, Rollanda, Carducciego, Daudeta, Dostojewskiego, Gorkiego, Maeterlincka. Występował w obronie modernistów polskich przed atakami pozytywistów; badał francuską krytykę literacką oraz dzieje stosunków dekabrystów z Polską. W pracy Dwie kultury. Studya historyczno-literackie (1913) dokonał porównania historii kultury i literatury Rosji i Europy zachodniej. Współpracował z wieloma czasopismami, m.in. „Głosem” (1893–1899), „Ateneum”, „Myślą Polską”, „Tygodnikiem Ilustrowanym”, był redaktorem „Biblioteki Dzieł Wyborowych”. W 1903 wziął udział w II Międzynarodowym Kongresie Historyków w Rzymie.
Niezależnie od działalności jako krytyk sam był literatem. Cieszył się uznaniem przede wszystkim jako nowelista. Ogłosił zbiór nowel W zatoce śmierci (1899), był ponadto autorem pamiętników Z biegiem lat (1939) i Krótkiego życiorysu (1944). W 1922 opublikował przekład Żywota Michała Anioła Ascanio Condiviego.
Władysław Jabłonowski spoczywa wraz ze swoim stryjem na cmentarzu Powązkowskim w Warszawie (kw. 209–VI–24).

## Ordery i odznaczenia
- Krzyż Komandorski Orderu Świętych Maurycego i Łazarza (Królestwo Włoch)[1]

## Niektóre publikacje
- Guy de Maupassant (1893)
- Dusza poety (1902)
- Chwila obecna. Dążności i usposobienia (1901)
- Emil Zola (1903)
- Wśród obcych (1905)
- Indywidualizm rosyjski i jego odbicie w literaturze (1908)
- Rozprawy i wrażenia literackie (1908)
- Teodor Dostojewski wobec nowych prądów świadomości rosyjskiej (1908)
- Dookoła Sfinksa. Studya o życiu i twórczości narodu rosyjskiego (1910)
- Dwie kultury (1913, studia historyczne i literackie)
- O roli uczucia w życiu duchowym J. Słowackiego (1916)
- Z ojczyzny Danta (1921)
- Amica Italia. Rzecz o faszyzmie (1926)